# سام عمار
سام عمار هو كاتب وأكاديميّ من مواليد محافظة طرطوس في الجمهورية العربية السورية، 1952. يحمل دكتوراه دولة في الآداب والعلوم الإنسانية من جامعة السوربون الجديدة بفرنسا (باريس الثالثة)، عام 1988. التخصص الدقيق: مناهج اللغة العربية وطرائق تدريسها.

## سيرته الإداريَّة والعلميَّة
1. رئيس قسم المناهج وأصول التدريس في كلية التربية بـ جامعة دمشق بين عامي 1993 و1995.
2. أستاذ مساعد في كلية التربية بجامعة دمشق منذ عام 1994 حتى أواخر عام 2000.
3. أستاذ مشارك بجامعة الملك فيصل بالمملكة العربية السعودية بين عامي 1995 و2001.
4. أستاذ في كلية التربية بجامعة دمشق منذ أواخر عام 2000.[2]
5. وكيل كلية التربية للشؤون العلمية بجامعة دمشق بين عامي 2001 و2003.
6. عضو اتحاد الكتاب العرب بدمشق منذ 2003.[3]
7. عميد كلية التربية بجامعة دمشق بين عامي 2003 و2007.
8. الأمين العام للجمعية العلمية لكليات التربية ومعاهدها في الوطن العربي بين عامي 2003 و2007.
9. رئيس تحرير مجلة اتحاد الجامعات العربية للتربية وعلم النفس بين عامي2003 و2007.
10. أستاذ زائر بجامعة كان (Caen) بفرنسا ما بين 15/2/2007 و15/3/2007.
11. عضو الهيئة الاستشارية لمجلة العلوم التربوية والنفسية التي يصدرها مجلس النشر العلمي بجامعة البحرين، اعتبارًا من عام 2005 حتى تاريخه.
12. أستاذ بجامعة السلطان قابوس في سلطنة عُمان بين عامي 2007 و2012.
13. عضو هيئة تحرير مجلة الدراسات التربوية والنفسية التي يصدرها مجلس النشر العلمي بجامعة السلطان قابوس بين عامي 2009 و2012.
14. عضو هيئة تحرير مجلة الآداب الأجنبية[4] التي تصدر عن اتحاد الكتاب العرب بدمشق اعتبارًا من عام 2022.

## مؤلفاته
1. صدر له عام 2021 (بمشاركة محمود السيد وعلي سعود حسن)،  عن مجمع اللغة العربية بدمشق: معجم مصطلحات العلوم التربوية والنفسية[5][6]،  باللغات العربية والإنكليزية والفرنسية. ورقيًّا ما زال تحت الطبع في الإمارات.
2. صدر له عام 2021 (بمشاركة جوزيف ديشي من جامعة ليون بفرنسا) عن مكتبة لبنان ناشرون: معجم: عشرون ألف فعل وفعل: دراسة علميّة ومعجم تصريف شامل.[7] طبعةٌ باللغة الفرنسية.
3. صدر له عام 2020 (بمشاركة فريق من المؤلفين) عن مكتب تنسيق التعريب بالألكسو: المعجم الموحّد لمصطلحات المناهج وطرائق التدريس[8]،  باللغات العربية والإنكليزية والفرنسية.
4. صدر له عام 2015 عن دار الإعصار العلمي بالأردن كتاب: رؤى معاصرة لتطوير تعليم اللغة العربية.[9] وضع الدكتور سام عمار في الصفحة (227-229) من هذا الكتاب أطول كلمة يمكن أن تُنْتَجَ في اللغة العربية على الإطلاق، وهي تتكون من تسعة عشر حرفًا، وإحدى عشرة وحدة لغوية صُغرى حاملة لمعنى. الكلمة هي: (أَفَسَيَسْتَسْقِيْنَانِّكُمُوهُما). ومعناها يشرح بنيتها، ويُوَصِّفُ الوحدات اللغوية الصغرى الحاملة لمعنى التي تتكون منها. معنى الكلمة: "هل ستطلُبُ منكم هؤلاء النسوة أن تسقوهنَّ هاتينِ الكأسَين" (من الماء أو العصير أو سواهما).
5. صدر له عام 2014 عن مكتبة لبنان ناشرون: معجم أفْعَلَ في اللغة العربية: بحثٌ في التحولات الدلالية التي تنجم عن دخول الهمزة على الأفعال الثلاثية المجرّدة.[10]
6. صدر له عام 2014 (بمشاركة الدكتور على الموسوي) عن مجلس النشر العلمي بجامعة السلطان قابوس بسلطنة عُمَان: معجم مصطلحات المناهج والتدريس وتقنيات التعليم[11]،  باللغات العربية والإنكليزية والفرنسية.
7. صدر له عام 2013 (بمشاركة البروفسور جوزيف ديشي من جامعة ليون بفرنسا) عن مكتبة لبنان ناشرون: معجم: عشرون ألف فعل وفعل: دراسة علميّة ومعجم تصريف شامل.[12] طبعةٌ باللغة العربية.
8. صدر له عام 2013 (بمشاركة فريق من المؤلفين السوريين والفرنسيين برئاسة البروفسور جوزيف ديشي) عن منشورات شركة جيوبروجكتس[13] ببيروت: مجموعة أيام وليالٍ: وهي سلسلة متكاملة لتعليم اللغة العربية للناطقين بغيرها تواصلاً وثقافة،  تعتمد الإطار الأوروبي المرجعي لتعليم اللغات. صدر من هذه المجموعة مستويات يتكون كل منها من ثلاثة كتب.
9. صدر له عام 2011 (بمشاركة فريق من المؤلفين) عن مجلس النشر العلمي بالجامعة الدولية الإسلامية بماليزيا كتاب: قضايا تعيم اللغة العربية وتعلّمها.[14]
10. نشرت له جامعة دمشق  بين عامي 2005 و2008 ستة كتب في مجال اللغة العربية وآدابها وطرائق تدريسها،  كان في خمسة منها مؤلفًا مشاركًا[15]، وفي واحد منها مؤلفًا مسستقلًّا.
11. تَرْجَمَ إلى العربية عن الفرنسية أربعة كتب، هي: أن تغدو مدرسًا في التعليم العالي (2006).[16] ومناهج العلوم الاجتماعية في ثلاثة أجزاء (1993-1996)[17]؛ والكتب الأربعة صدرت عن مكتب الترجمة والتعريب والتأليف والنشر بدمشق، التابع للمنظمة العربية للتربية  والعلوم.
12. تَرْجَمَ إلى العربية عن الفرنسية اثنتي عشرة مقالة، نُشرت في مجلة التعريب التي تصدر عن مكتب الترجمة والتعريب والتأليف والنشر بدمشق، ومجلة الآداب العالمية التي تصدر عن اتّحاد الكتّاب العرب بدمشق.
13. صدر له عن 2002 عن مؤسسة الرسالة، ناشرون، ببيروت، كتاب: اتجاهات حديثة في تدريس اللغة العربية.[18]
14. صدر له عام 1999 (بمشاركة البروفسور جوزيف ديشي) عن دار هاتييه (Hatier) الفرنسية معجمان في تصريف أفعال اللغة العربية، الأول باللغة العربية: اسمه: الشامل في تصريف الأفعال العربية.[19]   والثاني ثنائي اللغة (العربية والفرنسية)، اسمه: أيضًا: الشامل في تصريف الأفعال العربية.
15. أعيد نشر المعجم الثنائي اللغة في طبعة مزيدة ومنقحة عام 2009.[20][21]
16. صدر له عام 1996 (بمشاركة الأستاذ شحادة الخوري) عن المنظمة العربية للتربية والثقافة والعلوم بتونس كتاب: التعريب في الوطن العربي: واقعه ومستقبله (من أجل خُطة عامة للتعريب).[22]
17. صدر له عام 2022 عن دار نور للنشر (Noor Publishers)، مولدوفا، كتاب: جوانبُ عبقريّةٌ من معرفةِ ابن خلدون الموسوعيّةِ: ابن خلدون مربِّيًا ومعلمًا، ولغويًّا، وأديبًا وناقدًا".[23]

## الجوائز
فاز بجائزة باسل الأسد التشجيعية للبحث العلمي في الجمهورية العربية السورية للعام 2013.